# 阿克欽村 (亞利桑那州)
阿克欽村（英語：Ak-Chin Village）是位於美國亞利桑那州皮納爾縣的一個人口普查指定地區。根據2010年美國人口普查，該地人口為862人，而該地的面積約為27.42平方千米。

## 地理
阿克欽村的座標為33°01′48″N 112°03′44″W / 33.03000°N 112.06222°W，而該地最高點為海拔高度367米（即1204英尺）。